# NGC 5823
NGC 5823 (také známá jako Caldwell 88) je otevřená hvězdokupa v souhvězdí Kružítka vzdálená přibližně 3 888 světelných let. Objevil ji skotský astronom James Dunlop v roce 1826 při svém pobytu v Parramatta v Novém Jižním Walesu v Austrálii. 

## Pozorování

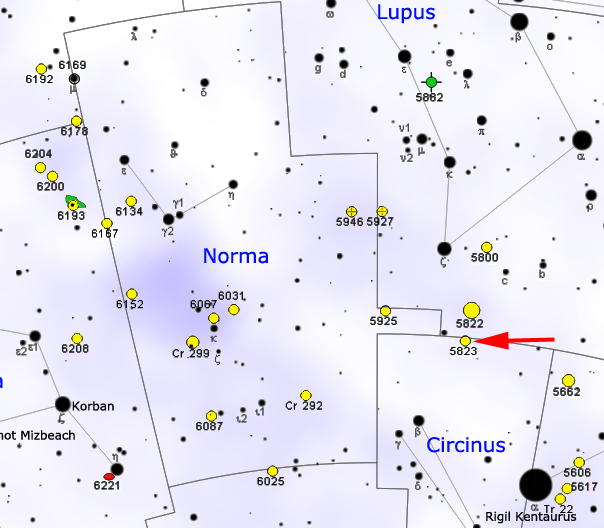
Poloha NGC 5823 v souhvězdí Kružítka

Na obloze se nachází v severní části souhvězdí, těsně u hranice se souhvězdím Vlka, na spojnici hvězd Alfa Centauri a Zéta Lupi, posunutá blíže k této druhé hvězdě. 1 stupeň severně od hvězdokupy se v souhvězdí Vlka nachází rozsáhlá otevřená hvězdokupa NGC 5822. Hvězdokupa není pouhým okem viditelná, ale již v triedru ji můžeme zrakem přizpůsobeným na noční vidění spatřit jako malou světlou skvrnu, částečně rozlišitelnou na hvězdy. Malý hvězdářský dalekohled ji snadno rozloží na jednotlivé hvězdy, uprostřed mírně zhuštěné. Její nejjasnější hvězdy jsou 10. magnitudy a nachází se spíše na okraji hvězdokupy, zatímco uprostřed jsou spíše slabší hvězdy.
Kvůli její velké jižní deklinaci je hvězdokupa pozorovatelná hlavně z jižní polokoule; na severní polokouli je možné ji pozorovat pouze v tropických oblastech. Nejvhodnější období pro její pozorování na večerní obloze je od května do října.

## Historie pozorování
Hvězdokupu nalezl James Dunlop v roce 1826 při svém pobytu v Austrálii. John Herschel ji znovu pozoroval v období mezi 15. a 20. dubnem 1836 a popsal ji jako kupu slabých hvězd s magnitudami v rozsahu 13 a 14.

## Vlastnosti
NGC 5823 je poměrně bohatá hvězdokupa nacházející se ve vzdálenosti kolem 3 888 světelných let, tedy na vnější hraně ramena Střelce Mléčné dráhy. Její stáří je zhruba 800 milionů let
a je tedy velmi stará. V podstatě neobsahuje zvláště hmotné hvězdy, ty již dávno vybuchly jako supernovy.
Červení obři nacházející se směrem k této hvězdokupě mají neobvyklé vlastnosti, ze kterých usuzujeme, že k hvězdokupě nepatří. Také se objevily dohady, že ideálně by měly její hvězdy vykazovat ještě vyšší zhuštění oproti okolním hvězdám, z čehož by vyplývalo, že se buď nejedná o opravdovou hvězdokupu, nebo se na ni promítají další hvězdy na pozadí.
Další studie ovšem potvrdila její status opravdové hvězdokupy určením minimálně 103 hvězd, které k ní patří a nachází se v průměru 12'; z tohoto rozměru a její vzdálenosti můžeme určit její skutečný rozměr na 12 světelných let.